# Jules Ortegat
Jules (Julius) Léon Albert Ghislain Ortegat, né le 23 décembre 1857 à Malines et y décédé le 8 juin 1925  est homme politique belge flamand, membre du parti catholique.

## Biographie
Fils de Leon Ortegat, riche négociant en vins, et Mathilde Van den Staepele, il étudia le droit à la KUL tout en travaillant à Malines comme vendeur/négociant. Il fut également administrateur de la Banque de Malines. En 1883, il épousa Louise Bôval, de Frasnes-lez-Buissenal, sœur d'Émile Bôval, dont la famille fut active en politique en Hainaut.
Ortegat fut élu comme conseiller communal de Malines (1890-1895). En 1891, il succéda à François-Xavier De Pauw comme conseiller provincial de la province d'Anvers, mais il perdit son siège aux élections de 1894, probablement dû au fait qu'il était perçu comme trop conservateur, ce qui déplut aux Cercle des Ouvriers Catholiques. Par sa personnalité et ses opinions fransquillones et conservatrices, Ortegat fut très controversé au sein du parti catholique de Malines et ce malgré une position d'autorité dans le parti.
En 1896, il fut réélu au conseil provincial d'Anvers et en 1900 au conseil communal de Malines. En 1903, il devint membre du Pouvoir exécutif provincial belge. Dès 1904, il tente d'entrer en politique nationale, mais en 1906 il n'arrive pas à décrocher une place sur la liste, tout en faisant obstruction à des suppléants (démocrates-chrétiens). Lors du décès en 1909 du député Edouard De Cocq, bourgmestre de Malines, Ortegat réussit à faire nommer son protégé Charles Dessain, plutôt que Jules Nobels, provoquant la confrontation avec les démocrates-chrétiens. Il réussit également à se faire adouber de justesse comme candidat député aux dépens de Jules Nobels, plus flamingant. Un conflit se déclencha entre catholiques travaillistes et conservateurs. Ortegat fut élu, mais le parti y perdit des voix, dû au profil conservateur et anti-flamand d'Ortegat.
Après la Première Guerre mondiale, le parti catholique fut réorganisé en standen (groupements séparés de bourgeois, agriculteurs, classes moyennes et ouvriers). Comme les exigences flamandes furent également prises en compte, la bourgeoisie conservatrice et fransquillonne fit sécession sous Ortegat et fonda l'Association Catholique et Constitutionnelle, mais ne connut aucun succès électoral: ni en 1919 ni en 1921.
Il fut créé commandeur de l'ordre de la Couronne et chevalier de l'ordre de Léopold.

## Distinctions
- Commandeur de l'ordre de la Couronne

## Sources
- Bio sur ODIS

- Ressource relative à plusieurs domaines :   - ODIS